# Colargol
En la década de 1950, la escritora francesa Olga Pouchine dio vida a un nuevo personaje, un oso cantarín que viaja alrededor del mundo en busca de aventuras, para divertir a su hijo. Fue bautizado con el nombre de Colargol, y alcanzó la fama por una serie de discos para niños que se lanzaron en la década de 1960.
El famoso y conocido dibujante Albert Barillé, creador del estudio Procidis, ve un futuro prometedor a este personaje y empieza a producir por su cuenta una serie de televisión basada en la técnica stop motion, para la que contrata a un animador polaco, Tadeusz Wilkosz, que da vida al proyecto en el archiconocido estudio de Lodz Se-ma-for.
Entre los años 1967 y 1974, la serie llega a los 53 episodios, de unos 12 minutos de duración cada uno. Su éxito es enorme y es exportada a otros países de Europa, como Gran Bretaña, donde se le cambia el nombre por el de Barnaby y a Canadá que llama a este oso de visión siempre positiva y vital Jeremy.
Esta serie se transmitió en El Salvador por la década de 1980 por el Canal 10 Televisión Educativa. Tiene un final feliz, ya que el objetivo del oso es ser cantante y, aunque no lo consigue, termina como director de un coro musical. Es una extraordinaria serie llena de acción, comedia, drama y muchas canciones.